# مارتا باش
مارتا باش (بالإسبانية: Marta Bach Pascual)‏ (و. 1993  م) هي لاعبة كرة الماء إسبانية، ولدت في ماتارو، برشلونة، شاركت في الألعاب الأولمبية الصيفية 2012.

## روابط خارجية
- مارتا باش على موقع الاتحاد الدولي للسباحة (الإنجليزية)
- مارتا باش على موقع اللجنة الأولمبية الدولية (الإنجليزية)
- مارتا باش على موقع أوليمبيديا (الإنجليزية)